# Laurenz Börgel
Laurenz Börgel (* 9. August 1908 in Ibbenbüren; † 22. November 1992) war ein deutscher Unternehmer, Kommunalpolitiker und ehrenamtlicher Landrat (CDU).

## Leben und Beruf
Nach dem Besuch der Volksschule absolvierte er von 1922 bis 1925 eine Maurerlehre und legte nach einigen Gesellenjahren 1933 die Meisterprüfung ab. 1932 gründete er zusammen mit seinem Bruder ein Baugeschäft in Ibbenbüren, das als Bauunternehmung Börgel von seinen Kindern und Enkeln auch heute noch weitergeführt wird. Er war verheiratet und hatte drei Kinder.
1933 kandidierte Börgel für die Deutsche Zentrumspartei. Trotz einer Zwangsverpflichtung seines Unternehmens zum Bunkerbau im Ruhrgebiet wurde er 1944 zur Wehrmacht eingezogen und geriet anschließend in englische Kriegsgefangenschaft.
1946 war er Mitbegründer der CDU im Landkreis Tecklenburg und von 1947 bis 1971 Vorsitzender des Kreisverbandes. 
Börgel war von 1948 bis zur Gebietsreform am 31. Dezember 1974 Mitglied des Kreistages des damaligen Landkreises Tecklenburg und von 1948 bis 1966 CDU-Fraktionsvorsitzender. Vom 20. September 1966 bis zum 31. Dezember 1974 war er Landrat des Kreises. Börgel war Nachfolger des am 21. Juli 1966 verstorbenen Landrates Richard Borgmann. Von 1962 bis 1964 war er Ratsmitglied der Stadt Ibbenbüren.
Von 1966 bis 1975 war er Mitglied der Landschaftsversammlung des Landschaftsverbandes Westfalen-Lippe. Börgel war in verschiedenen Gremien des Landkreistages NW tätig.

## Ehrungen
Am 3. November 1969 wurde ihm das Verdienstkreuz I. Klasse des Verdienstordens der Bundesrepublik Deutschland verliehen. 